# Scammell Lorries

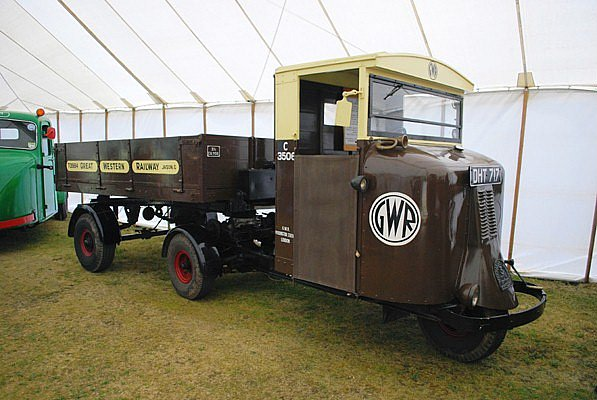
Scammell Mechanical Horse

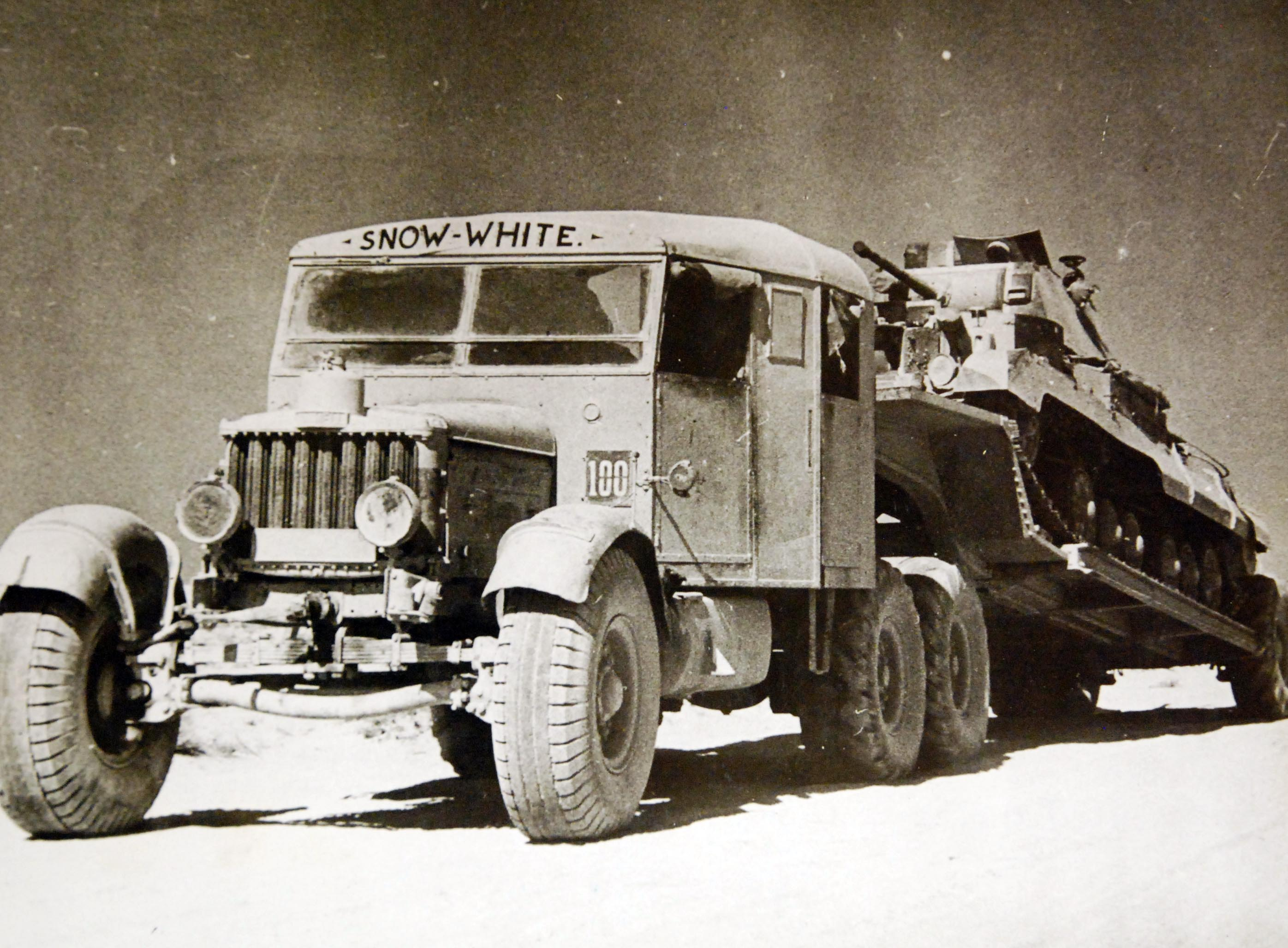
Scammell Pioneer trekkerversie met oplegger

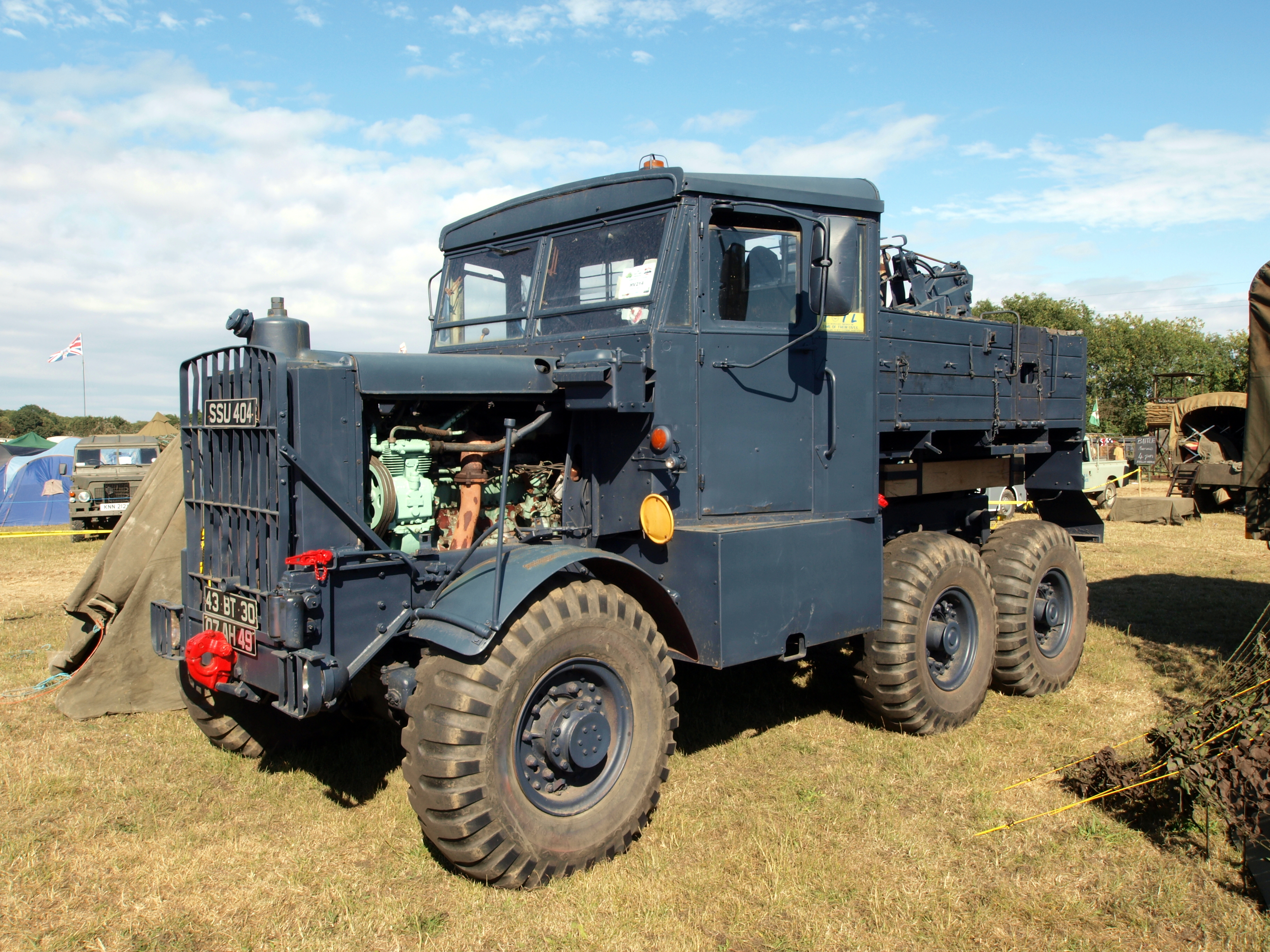
Scammell Explorer bergingsvoertuig

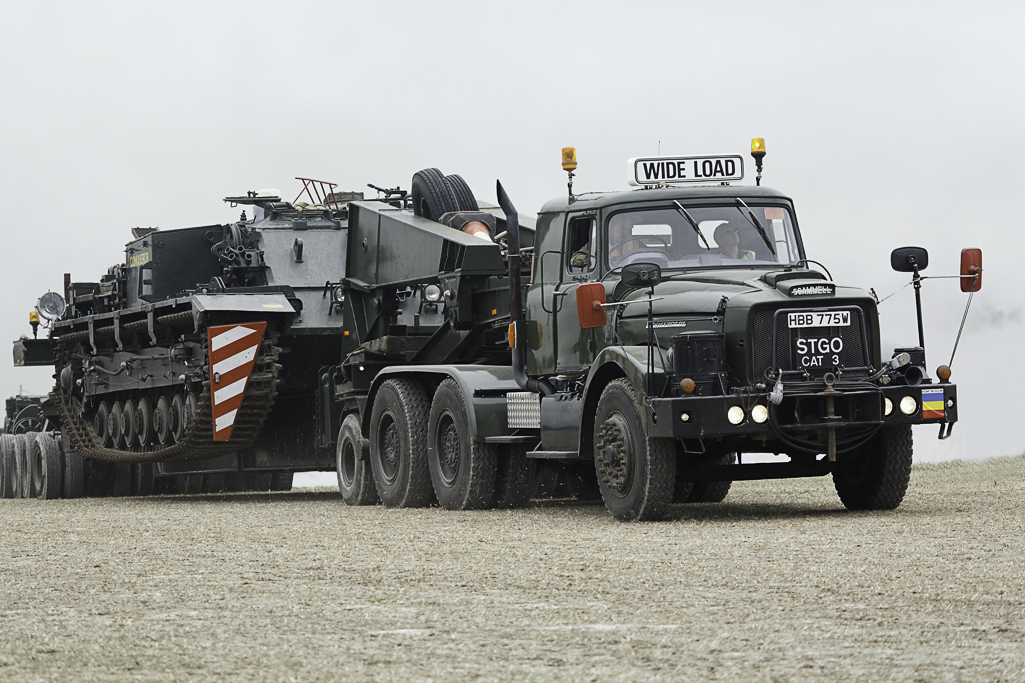
Scammell Contractor

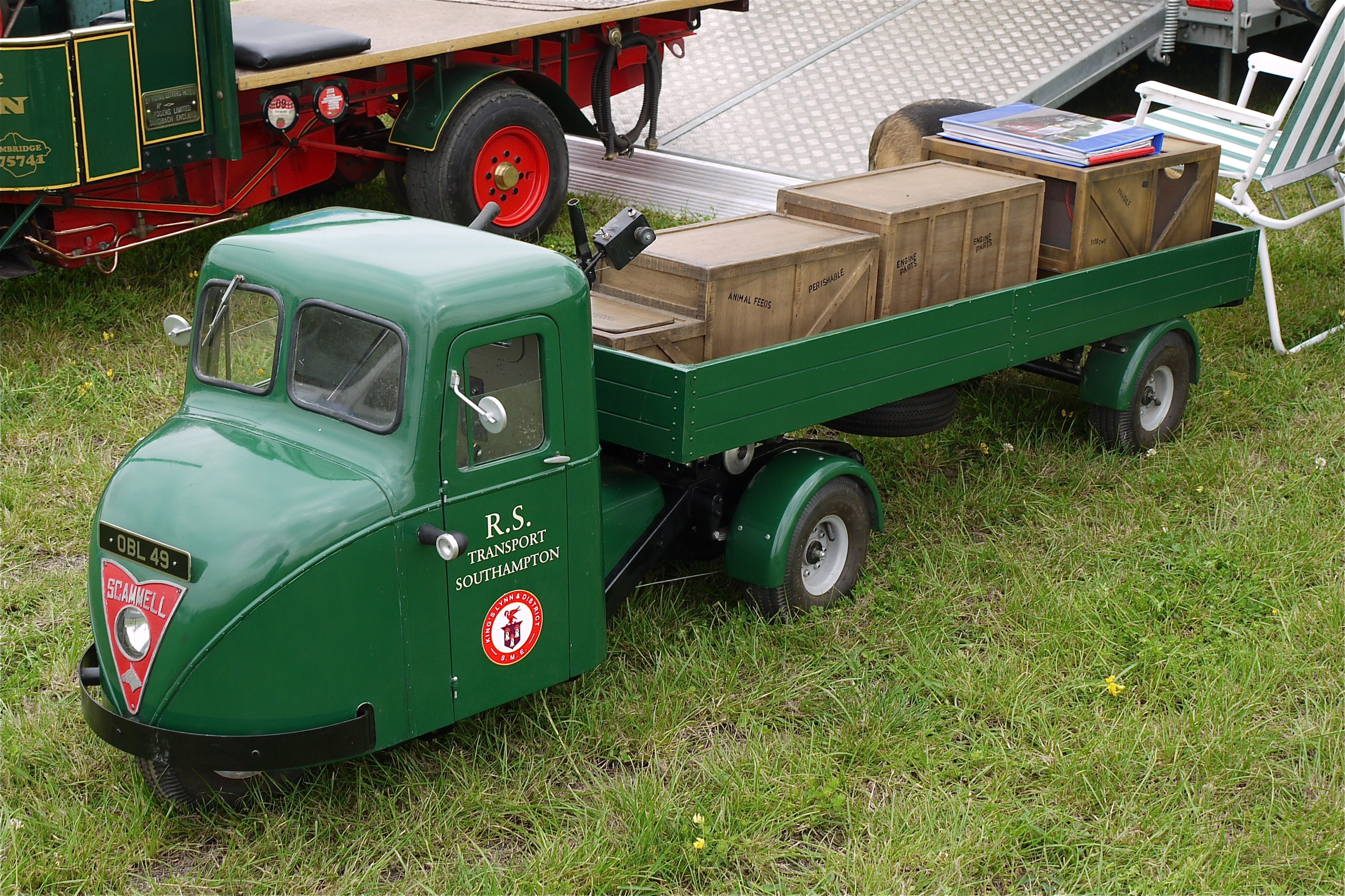
Scammell Scarab

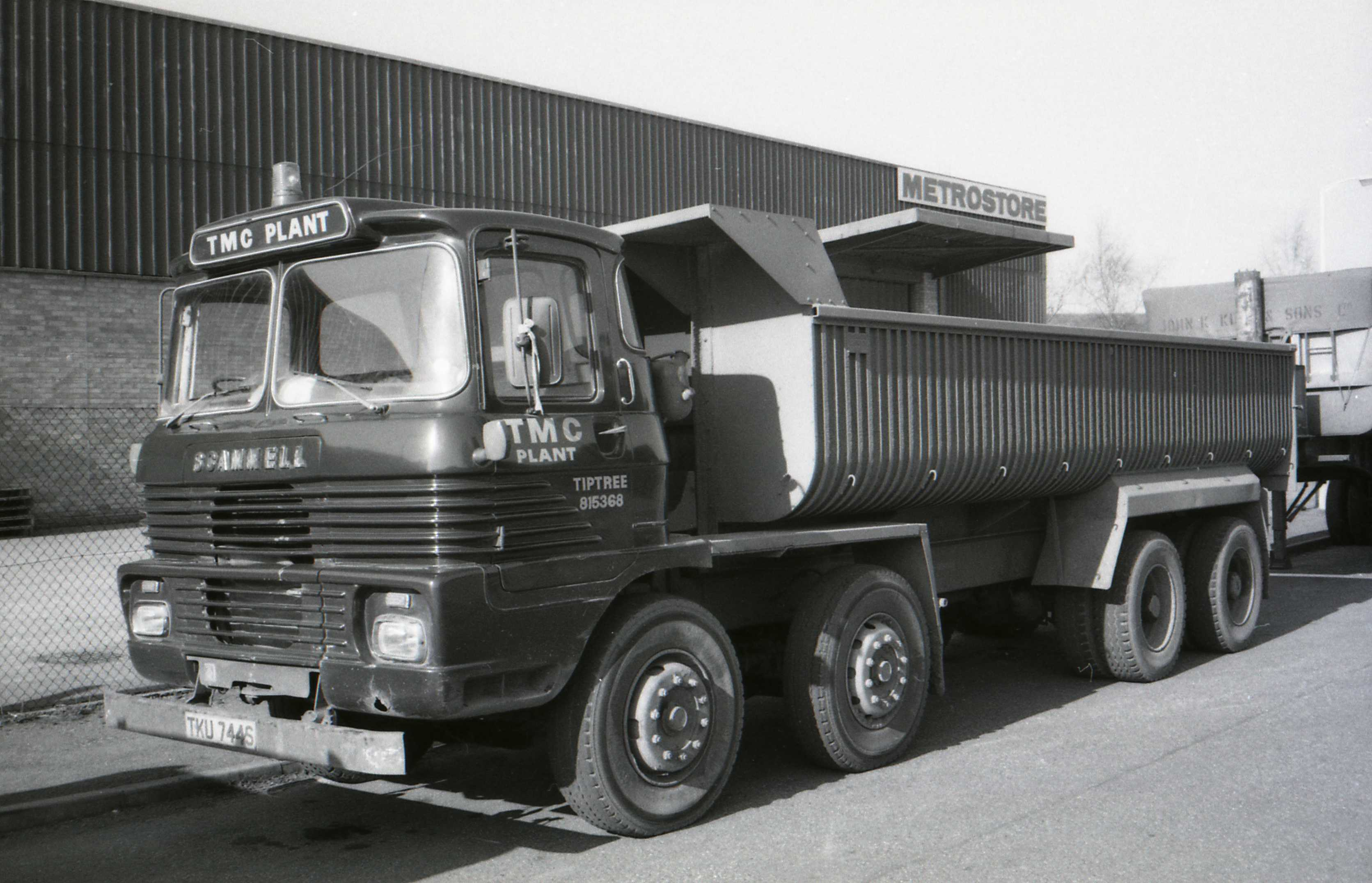
Scammell Scoutman

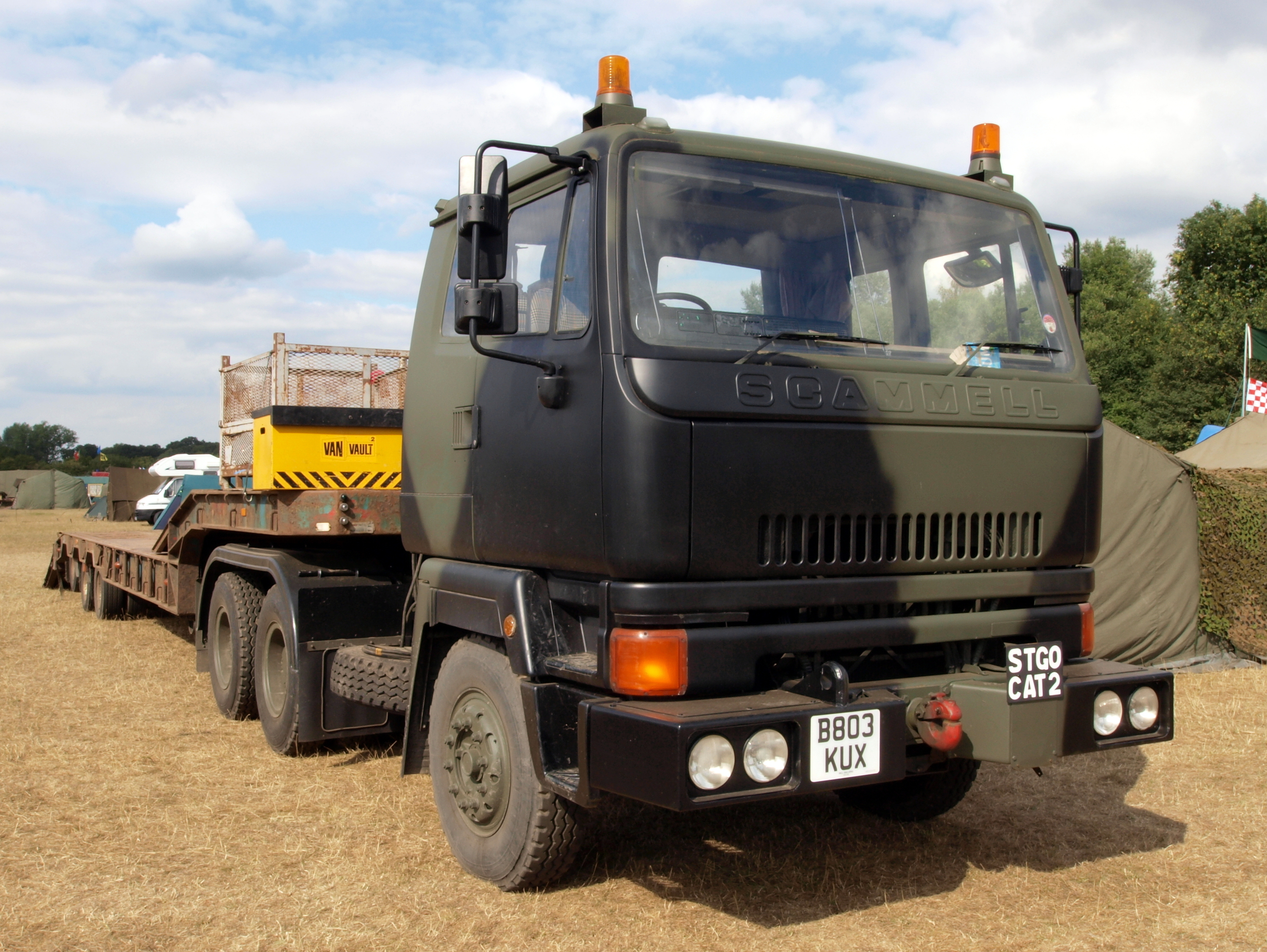
Scammell S26

Scammell Lorries Limited was een Britse fabrikant van vrachtwagens, met name speciale en militaire terreinwagens. Het bedrijf was actief tussen 1921 en 1988. Vanaf 1955 maakte Scammell deel uit van Leyland Motors.

## Geschiedenis
Scammell begon als een wagenmakerij en koetsenbouwer actief onder de naam G Scammell & Nephew Ltd in Londen. George Scammell was de oprichter en hij werd bijgestaan door twee neven.
Begin 1900 deed het bedrijf ook onderhoudswerkzaamheden voor stoomwagens en was een verkoopagent voor Foden. Een klant had een Amerikaanse Knox trekker geïmporteerd, hij vroeg Scammell een vergelijkbaar model te maken, maar door het uitbreken van de Eerste Wereldoorlog werd het project gestaakt.
Tijdens de oorlog had het mechanisch transport zich bewezen. Een achterneef van George Scammell, luitenant-kolonel Alfred Scammell, had hiermee praktische ervaring opgedaan en hielp bij de ontwikkeling van een zeswieler trekker met oplegger combinatie. Hoofdontwerper Percy G. Hugh ontwierp een voertuig dat 7,5 ton lading kon meenemen en met snelheid van 12 mijl per uur (19 km/h) kon verplaatsen.
De orders stroomden binnen en in 1920 begon de productie van dit voertuig. Een verhuizing was nodig en een terrein in Tolpits Lane, in Watford, werd gekocht. In juli 1922 werd de bedrijfsnaam gewijzigd in Scammell Lorries Ltd., met Alfred Scammell als directeur. Er was ook een tankwagen versie die veelvuldig werd gebruik door Shell-Mex, een joint venture van Shell en British Petroleum.
In 1929 ontwierp en produceerde Scammell twee “Hundred Tonner" diepladers voor zeer zwaar transport. De eerste werd geleverd aan Marston Road Services in Liverpool voor het transport van stoommachines naar de haven van Liverpool. De combinatie woog maximaal 140 ton, de motor was een Scammell viercilinder benzinemotor met een vermogen van 86 pk. Scammell betrad ook nieuwe markten en maakte vier- en zeswielige vrachtwagens. Deze waren voorzien van luchtbanden en hadden een relatief hoge snelheid wat ze geschikt maakte voor transporten op lange afstanden.
In 1934 produceerde Scammell de driewielige Mechanical Horse, de naam suggereert al het doel om paarden te vervangen in trein-, post- en andere bezorgtoepassingen. De trekker had een automatische koppeling met de oplegger en het enkele voorwiel kon 360 graden draaien waardoor het voertuig uitermate wendbaar was. Er waren twee versies met een laadvermogen van drie of zes ton. De drietonner werd aangedreven door een 1125 cc zijklep-benzinemotor en de zestonner door een 2043 cc motor. Het was een succes en meer dan 20.000 trekkers zijn gemaakt. Eind jaren 40 werd de Mechanical Horse opgevolgd door de Scammell Scarab. Ze leken veel op elkaar al was de cabine minder hoekig en met andere motoren, waaronder een Perkins dieselmotor.
Het bedrijf concentreerde zich vanaf de jaren 20 voornamelijk op gelede en starre zes- of achtwielers vaak voorzien van een Gardner dieselmotor. In 1927 werd de Scammell Pioneer, een zware transporttrekker, geproduceerd. Het had uitstekende prestaties op onverharde wegen dankzij het speciale ontwerp voor de achteras die grote verticale bewegingen voor elk van de achterwielen mogelijk maakte. De Pioneer was populair bij de oliemaatschappijen en houtkapbedrijven en werd vooral ingezet in moeilijk begaanbaar terrein. Het was tevens de basis voor de Britse R100 30-tons tanktrekker uit de Tweede Wereldoorlog. Met het uitbreken van de Tweede Wereldoorlog stopte de ontwikkeling van nieuwe voertuigen en Scammell maakte vooral Pioneers als artillerietrekker, bergings- en transportvoertuig. In 1950 werd de Scammell Explorer geïntroduceerd, dit was een verbeterde versie van de Pioneer, maar met een benzinemotor.

## Onderdeel van Leyland Group
Na de oorlog nam de buitenlandse concurrentie toe en veel kleinere vrachtwagenfabrikanten gingen failliet of gingen op in samenwerkingsverbanden. Scammell Lories was geen uitzondering en kwam in 1955 bij Leyland Motors. Diverse voertuig onderdelen en componenten van Leyland Motors werden in de lichtere voertuigen van Scammell gemonteerd.
In 1967 werd de Scarab vervangen door de Townsman. De fabriek ontwierp ook de 6x4 Scammell Contractor, uitgerust met een Cummins 335 dieselmotor en automatische versnellingsbak, die in 1964 in productie kwam. De Contractor was geschikt voor zware lasten en werd door bedrijven in binnen- en buitenland en het leger ingezet.
In 1968 fuseerde Leyland Motors met British Motor Holdings (British Motor Corporation en Jaguar). De twee gingen verder onder de nieuwe naam British Leyland Motor Corporation. Zeven jaar later, in 1975, werd dit bedrijf genationaliseerd en werd hernoemd tot British Leyland.
In 1969 kwam de Scammell Crusader op de markt, een vrachtwagen voor snel transport over lange afstanden. Het kreeg een GM Detroit 8V71N tweetaktdieselmotor met een vermogen van 273 pk. Scammell ging verder met de ontwikkeling van een zwaar transportmodel, de Samson, dit was een vierassige Crusader. Deze laatste versie werd in beperkte aantallen verkocht.
De jaren zeventig vond een reorganisatie binnen de Leyland Group plaats. De Thornycroft fabriek werd in 1972 gesloten en de productie van zware voertuigen werd geconcentreerd bij Scammell in Watford.
Eind jaren zeventig werd de Contractor Mk2 ontwikkeld, samen met de Scammell Commander een trekker voor het tanktransport voor het Britse leger.
Eind jaren zeventig kreeg Scammell de opdracht om de Landtrain te ontwikkelen, die dezelfde cabine en motorkap gebruikte als de Commander-vervanger, de S24. In 1986 kreeg Scammell een order voor 1522 voertuigen van het type S26 DROPS van het Britse leger. Het was een afgeleide versie van de S24 met acht wielen.
Kort daarna werd Leyland overgenomen door de Nederlandse vrachtwagenfabrikant DAF. Die besloot de S26 DROPS te bouwen in de Leyland-fabriek in Lancashire en de fabriek in Watford te sluiten. De fabriek ging in juli 1988 dicht en DAF verkocht het terrein voor herontwikkeling en ook de rechten om de S24, Nubian, Crusader en Commander te produceren aan Alvis Unipower. Deze laatste opende een nieuwe fabriek in West Watford, waar ze ook reserveonderdelen voor Scammell-voertuigen maakten.

## Naslagwerk
- (en)  Georgano, G.N. Scammell: The Load Movers from Watford (1997) ISBN 9781871565263
- (en)  Kennett, P. Scammell (World Trucks No.8) (1979) ISBN 978-0850593488